# Leia bururiensis
Leia bururiensis är en tvåvingeart som beskrevs av Tollet 1956. Leia bururiensis ingår i släktet Leia och familjen svampmyggor.
Artens utbredningsområde är Burundi. Inga underarter finns listade i Catalogue of Life.